# Шишкино (Забайкальский край)
Ши́шкино — село в северной части Читинского района Забайкальского края России.
Население — 1578 чел. (2021).

## География
Расположен в устье реки Шойдак, правом притоке реки Чита, в 23 км (по автодороге) к северо-востоку от Читы. В состав сельского поселения «Шишкинское» входят также сёла Авдей, Бургень и Подволок.

## Население
| 2002 | 2010  | 2021  |
| ---- | ----- | ----- |
| 1468 | ↗1588 | ↘1578 |

## Предприятия и культура
В селе функционируют: средняя школа, детский сад, Дом культуры, фельдшерско-акушерский пункт, аптека. 
Основное занятие жителей — сельскохозяйственное производство в коллективном (ГУСП «Шишкинский»), частных (17 крестьянско-фермерских хозяйств) и личных подсобных хозяйствах. 
В селе находится памятник в честь воинов-односельчан, погибших в боях Великой Отечественной войны.